# Антоний (митрополит Московский)
Митрополит Антоний (1501—1581) — митрополит Московский и всея Руси (1572—начало 1581).

## Биография
О жизни и деятельности митрополита Антония сохранилось мало сведений. До пострижения в монашество был женат, имел сына, постригшегося с именем Вассиан в московском Новоспасском монастыре.
Его иноческий путь начался предположительно в Новоспасском монастыре. Настоятелем монастыря был архимандрит Галактион. В 1565 году он становится епископом Сарским, а Антоний настоятелем монастыря.
В 1568 году Антоний — епископ Полоцкий и Великолуцкий.
В мае 1572 года избран митрополитом Московским и всея Руси, избранию предшествовал церковный Собор, на котором царю Иоанну IV Васильевичу Грозному было разрешено вступить в 4-й брак (с Анной Колтовской).
При Антонии, в 1572 году были разбиты войска крымского хана при Молодях (30 июля — 2 августа).
В августе 1572 года царь отменил опричнину.
9 октября 1572 года состоялся общий приговор Боярской думы и освященного Собора не давать земельных вкладов в богатые монастыри, а в бедные под председательством митрополита Антония состоялся собор, который решал вопрос о монастырских вотчинах. Собор постановил большим монастырям, имеющим много вотчин, в дальнейшем их не давать, а малым обителям, у которых земель мало, вотчины давать только с разрешения государя.
В 1573 году, после кончины польского короля Сигизмунда II Августа, польский сенат, куда входили католические епископы Краковский и Виленский, направил Антонию послание, в котором просил митрополита ходатайствовать перед царем, чтобы тот не начинал войну, пока в Польше нет правителя.
В 1577 году Антоний послал грамоту в Соловецкий монастырь, благословляя его иноков усердно молиться о даровании победы русскому воинству в ливонском походе; сохранились также грамоты Антония монастырям, освобождавшие от уплаты пошлин. В 1580 году был принят соборный приговор, запрещавший Церкви приобретать и брать в качестве вкладов земельные владения.
Пребывание Антония на Первосвятительской кафедре было тревожным. Согласно описи 1626 года, в Посольском приказе хранилось «Сыскное дело про митрополита Антония да про Крутицкого владыку Тарасия, 83-го и 84-го году»; во время возобновившихся осенью 1575 года казней в Москве головы казнённых бросали на двор митрополита.
В представительство Антония была причислена к лику святых преподобная Евфросиния Суздальская (память 25 сентября). После 1578 года из Чернигова в Москву были перенесены мощи святых мучеников князя Михаила и боярина Феодора Черниговских, в память этого события был установлен праздник 14 февраля. Перенесению мощей предшествовало молитвенное «послание» царя и митрополита Черниговским чудотворцам с просьбой согласиться на перенос их святых останков в Москву.
В Обиходнике Иосифова Волоколамского монастыря, составленном игуменом Евфимием (Турковым; 1573—1587) Архивная копия от 10 апреля 2019 на Wayback Machine, имеется запись о том, что 20 декабря 1578 года «повелением царя и благословением митрополита Антония… уложили праздновати и пети в обители Пресвятой Богородицы преподобному отцу нашему игумену Иосифу».
В 1579 году царевич Иоанн Иоаннович по благословению Антония написал житие преподобного Антония Сийского, канонизированного в том же году.
В 1579 году произошло явление чудотворной Казанской иконы Божией Матери.
В литературе есть сведения, что Антоний был погребён в Успенском соборе Московского Кремля. Однако более вероятно, что в 1581 году он ушёл на покой в Новоспасский монастырь (о проживании в этом году митрополита на покое в некоем монастыре сообщает Антонио Поссевино), где и был погребён после своей кончины.
Антоний упомянут в тексте иконописного подлинника кон. XVIII века в отдельном перечне московских митрополитов, где назван «преосвященным»: «подобием сед, брада курчевата Иоанна Богослова, власы с ушей, в шапке и во амфоре [омофоре], сак [саккос] киноварь» (БАН. Строг. № 66. Л. 155).